# US Open 1992 (tennis)
De 112e editie van het Amerikaanse grandslamtoernooi, het US Open 1992, werd gehouden van 31 augustus tot en met 13 september 1992. Voor de vrouwen was het de 106e editie. Het toernooi werd gespeeld op het terrein van het USTA Billie Jean King National Tennis Center, gelegen in Flushing Meadows in het stadsdeel Queens in New York.

## Belangrijkste uitslagen
Mannenenkelspel

Finale: Stefan Edberg (Zweden) won van Pete Sampras (VS) met 3-6, 6-4, 7-6, 6-2
Vrouwenenkelspel

Finale: Monica Seles (Joegoslavië) won van Arantxa Sánchez Vicario (Spanje) met 6-3, 6-3
Mannendubbelspel

Finale: Jim Grabb (VS) en Richey Reneberg (VS) wonnen van Kelly Jones (VS) en Rick Leach (VS) met 3-6, 7-6, 6-3, 6-3
Vrouwendubbelspel

Finale: Gigi Fernández (VS) en Natallja Zverava (GOS) wonnen van Jana Novotná (Tsjecho-Slowakije) en Larisa Savtsjenko-Neiland (GOS) met 7-6, 6-1
Gemengd dubbelspel

Finale: Nicole Provis (Australië) en Mark Woodforde (Australië) wonnen van Helena Suková (Tsjecho-Slowakije) en Tom Nijssen (Nederland) met 4-6, 6-3, 6-3
Meisjesenkelspel

Finale: Lindsay Davenport (VS) won van Julie Steven (VS) met 6-2, 6-2
Meisjesdubbelspel

Finale: Lindsay Davenport (VS) en Nicole London (VS) wonnen van Katie Schlukebir (VS) en Julie Steven (VS) met 7-5, 6-7, 6-4
Jongensenkelspel

Finale: Brian Dunn (VS) won van Noam Behr (Israël) met 7-5, 6-2
Jongensdubbelspel

Finale: Jimmy Jackson (VS) en Eric Taino (VS) wonnen van Marcelo Ríos (Chili) en Gabriel Silberstein (Chili) met 6-3, 6-7, 6-4
1881 · 1882 · 1883 · 1884 · 1885 · 1886 · 1887 · 1888 · 1889 · 1890 · 1891 · 1892 · 1893 · 1894 · 1895 · 1896 · 1897 · 1898 · 1899 · 1900 · 1901 · 1902 · 1903 · 1904 · 1905 · 1906 · 1907 · 1908 · 1909 · 1910 · 1911 · 1912 · 1913 · 1914 · 1915 · 1916 · 1917 · 1918 · 1919 · 1920 · 1921 · 1922 · 1923 · 1924 · 1925 · 1926 · 1927 · 1928 · 1929 · 1930 · 1931 · 1932 · 1933 · 1934 · 1935 · 1936 · 1937 · 1938 · 1939 · 1940 · 1941 · 1942 · 1943 · 1944 · 1945 · 1946 · 1947 · 1948 · 1949 · 1950 · 1951 · 1952 · 1953 · 1954 · 1955 · 1956 · 1957 · 1958 · 1959 · 1960 · 1961 · 1962 · 1963 · 1964 · 1965 · 1966 · 1967
↓ open tijdperk ↓
1968 (m-v-md-vd-gd) ·
1969 (m-v-md-vd-gd) ·
1970 (m-v-md-vd-gd) ·
1971 (m-v-md-vd-gd) ·
1972 (m-v-md-vd-gd) ·
1973 (m-v-md-vd-gd) ·
1974 (m-v-md-vd-gd) ·
1975 (m-v-md-vd-gd) ·
1976 (m-v-md-vd-gd) ·
1977 (m-v-md-vd-gd) ·
1978 (m-v-md-vd-gd) ·
1979 (m-v-md-vd-gd) ·
1980 (m-v-md-vd-gd) ·
1981 (m-v-md-vd-gd) ·
1982 (m-v-md-vd-gd) ·
1983 (m-v-md-vd-gd) ·
1984 (m-v-md-vd-gd) ·
1985 (m-v-md-vd-gd) ·
1986 (m-v-md-vd-gd) ·
1987 (m-v-md-vd-gd) ·
1988 (m-v-md-vd-gd) ·
1989 (m-v-md-vd-gd) ·
1990 (m-v-md-vd-gd) ·
1991 (m-v-md-vd-gd) ·
1992 (m-v-md-vd-gd) ·
1993 (m-v-md-vd-gd) ·
1994 (m-v-md-vd-gd) ·
1995 (m-v-md-vd-gd) ·
1996 (m-v-md-vd-gd) ·
1997 (m-v-md-vd-gd) ·
1998 (m-v-md-vd-gd) ·
1999 (m-v-md-vd-gd) ·
2000 (m-v-md-vd-gd) ·
2001 (m-v-md-vd-gd) ·
2002 (m-v-md-vd-gd) ·
2003 (m-v-md-vd-gd) ·
2004 (m-v-md-vd-gd) ·
2005 (m-v-md-vd-gd) ·
2006 (m-v-md-vd-gd) ·
2007 (m-v-md-vd-gd) ·
2008 (m-v-md-vd-gd) ·
2009 (m-v-md-vd-gd) ·
2010 (m-v-md-vd-gd) ·
2011 (m-v-md-vd-gd) ·
2012 (m-v-md-vd-gd) ·
2013 (m-v-md-vd-gd) ·
2014 (m-v-md-vd-gd) ·
2015 (m-v-md-vd-gd) ·
2016 (m-v-md-vd-gd) ·
2017 (m-v-md-vd-gd) ·
2018 (m-v-md-vd-gd) ·
2019 (m-v-md-vd-gd) ·
2020 (m-v-md-vd) ·
2021 (m-v-md-vd-gd) ·
2022 (m-v-md-vd-gd) ·
2023 (m-v-md-vd-gd)  ·
2024 (m-v-md-vd-gd)
Lijst van US Openwinnaars